# Chaux (Territoire de Belfort)
Chaux – miejscowość i gmina we Francji, w regionie Burgundia-Franche-Comté, w departamencie Territoire de Belfort.
Według danych na rok 1990 gminę zamieszkiwało 869 osób, a gęstość zaludnienia wynosiła 94 osoby/km² (wśród 1786 gmin Franche-Comté Chaux plasuje się na 192. miejscu pod względem liczby ludności, natomiast pod względem powierzchni na miejscu 480.).